# Coryphaenoides castaneus
Coryphaenoides castaneus is een straalvinnige vissensoort uit de familie van rattenstaarten (Macrouridae). De wetenschappelijke naam van de soort is voor het eerst geldig gepubliceerd in 1995 door Shcherbachev & Iwamoto.